# Асура (будизъм)
Вижте пояснителната страница за други значения на Ашура.
Асура или Ашура (санскрит, пали: असुर; тибетски: Lha-ma-yin; японски: 阿修羅 Ashura; корейски: 아수라; китайски: 阿修罗, пинин: Āxiūluō, виетнамски: A tu la) в Будизма е името на най-ниския ранг на богове или полубогове в будистката космология (сфера на желанията, камадхату). Те са описвани с три глави, три лица и четири до шест ръце.

## Характеристики на ашура
Като обитатели на камадхату ашурите са обект на страсти от всякакъв вид, най-вече на завист и ревност, а също гняв, гордост, самохвалство, войнственост и агресивност.
Заради техните страсти, прераждането като ашура се смята за едно от не особено щастливите раждания (заедно с раждането като животно, прета или създание от Нарака). Състоянието на ашура отразява умственото състояние на човешко същество, обсебено от насилието, винаги търсещо извинение за да влезе в борба или битка, гневно към всеки и неспособно да остане спокойно и да реши проблемите спокойно.
По отношение на силата ашурите са над хората, но под повечето други богове. Те живеят в област в подножието и околностите на планината Сумеру, отчасти в морето, което я обгражда.
В популярната космологична картина на Бхавачакра, ашурите са понякога показвани като шестото стъпало на съществуването, понякога групирани заедно с девите. Добявянето на ашурите към шестото стъпало е направено в Тибет под ръководството на Йе Цонгкхапа.
Лидерите на ашурите са наречени ашурендра (пали: ашуринда) „ашура-бог“. Има няколко такива, като ашурите са разделени на различни племена и фракции.